# Vénus (1782)
Pour les autres navires du même nom, voir Vénus (navire).
La Vénus est un navire de guerre français en service de 1782 à 1788. C'est une frégate de 18 (en raison du calibre de son artillerie), portant 38 canons. C'est la quatrième frégate française à porter ce nom.

## Construction
Conçue par l'ingénieur Sané, construite à Brest en 1781-1782, elle est l'un des premiers exemplaires (avec l’Hébé) de frégate de 18 qui seront construites dans les ports d'Europe jusqu'à la fin de l'Empire, y compris chez les Britanniques (la classe Leda).
La coque fait 152 pieds de long (46,3 mètres), 39 pieds de large (11,9 mètres) et 18 pieds de creux (5,5 mètres).
La frégate est armée avec 38 canons :
- 26 canons de 18 livres dans sa batterie ;
- 6 canons de 8 livres sur son gaillard avant ;
- 6 canons de 8 livres sur son gaillard arrière.

## Carrière
La frégate Vénus sert d'abord en 1782 de transport entre Rochefort et l'île de Ré, puis elle est affectée quelques mois à la Martinique jusqu'à la fin de la Guerre d'indépendance des États-Unis.
En juin 1784, elle est le navire amiral de la petite division commandée par le capitaine de vaisseau vicomte de Marigny envoyée au sud de l'Afrique lors de l'expédition de Cabinda (un comptoir fortifié portugais, au nord de l'Angola).
En 1785, la Vénus est confiée au capitaine de vaisseau comte de Rosily pour faire un voyage de découvertes en mer Rouge, dans le golfe Persique et dans l'océan Indien.
Elle disparait corps et biens le 31 décembre 1788 dans un cyclone après avoir appareillé le 30 décembre de Saint-Paul de l'île Bourbon, commandée par le capitaine de Tanoüarn.

## Note
1. ↑  Le comte de Rosily avait le commandement du lougre le Coureur lors du célèbre combat de la Belle Poule en 1778.